# Jimmy Robertson (snooker)
Jimmy »Robbo« Robertson, angleški igralec snookerja, * 3. maj 1986, Bexhill On Sea, Anglija.
Sodeloval je v svetovni karavani v sezoni 2002/03 in bil tedaj tudi najmlajši med igralci v karavani. V karavano se je zopet kvalificiral v sezoni 2007/08, ko je tudi kotiral najvišje med vsemi angleškimi amaterji. Mesto v karavani si je zagotovil s prvim mestom na lestvici serije EASB (angleške snooker zveze).
Robertson si je mesto v karavani še drugič priigral aprila 2009, ko je znova končal kot najboljši angleški amaterski igralec. S tem je postala sezona 2009/10 tretja sezona, v kateri je on sodeloval v karavani. Fantastični sezoni je nato Robertson dodal še smetano na torti z zmago na Angleškem amaterskem prvenstvu, na katerem je v finalu po zelo izenačenem obračunu premagal Davida Craggsa z 9-8. 